# Waidegg
Waidegg (früher Weidegg; slowenisch Baidek) ist ein Ort im Gailtal in Kärnten, Österreich mit 205 Einwohnern (Stand 1. Jänner 2024). Bis 1964 eigenständige Gemeinde, gehört Waidegg heute zur Gemeinde Kirchbach.

## Geographie
Das Gemeindegebiet von Waidegg lag im Oberen Gailtal zwischen Hermagor und Kirchbach. Durch Waidegg führt die Gailtal Straße (B 111), die den Ort mit seinen Nachbarorten verbindet. Die Gailtalbahn hat in Waidegg einen Haltepunkt, welcher seit 2016 nicht mehr genutzt wird. Es werden in der Saison Draisinen vermietet.

## Geschichte
Die Ortschaft hat ihren Namen von einer oberhalb auf einem Hügel gelegenen Burg Waidegg, deren älteste urkundliche Erwähnung aus dem Jahr 1288 stammt. Sie wurde um 1365 ein erstes Mal zerstört und nach dem Wiederaufbau Mitte des 15. Jahrhunderts erneut, woraufhin sie zur Ruine verfiel, von der heute am Waidegger Bichl nur noch wenige Mauerreste zu sehen sind.
Waidegg bildete im 14. Jahrhundert den Mittelpunkt des gleichnamigen Amtes der  Grafen von Görz-Tirol. Hans von Reiffenberg erhielt es nach einer Urkunde vom 27. Juli 1366 vom Grafen Meinhard als Lehen, nachdem es seinem Vetter entzogen und die Feste dabei zerstört worden war. Nach der Burg nannte sich auch ein Rittergeschlecht, erste Namensträger sind aus der oben erwähnten Urkunde aus dem Jahr 1288 bekannt („fratres de Waydek“). Die Waidegger (Waydecker) verlegten ihren Sitz nach der Zerstörung der Burg im 15. Jahrhundert nach Schloss Möderndorf bei Hermagor. Sigmund Waydecker hatte 1458 Möderndorf und Güter in Waidegg sowie an anderen Orten im Gailtal von den Grafen zu Görz-Tirol als Lehen erhalten. Die Waidegger blieben, auch wenn sie nicht mehr in Waidegg ansässig waren, bis in die zweite Hälfte des 17. Jahrhunderts nachweisbar und gehörten den Kärntner Landständen an.
Die Gemeinde Waidegg, die bis 1957 „Weidegg“ hieß, bestand als eigenständige politische Gemeinde bis zum 1. Jänner 1964. Zu diesem Tag wurde sie der Gemeinde Rattendorf angeschlossen. Bei der zum 1. Jänner 1973 durchgeführten Kärntner Gemeindereform ging diese Gemeinde in den Großgemeinden Kirchbach und Hermagor auf.

## Pfarrkirche Waidegg

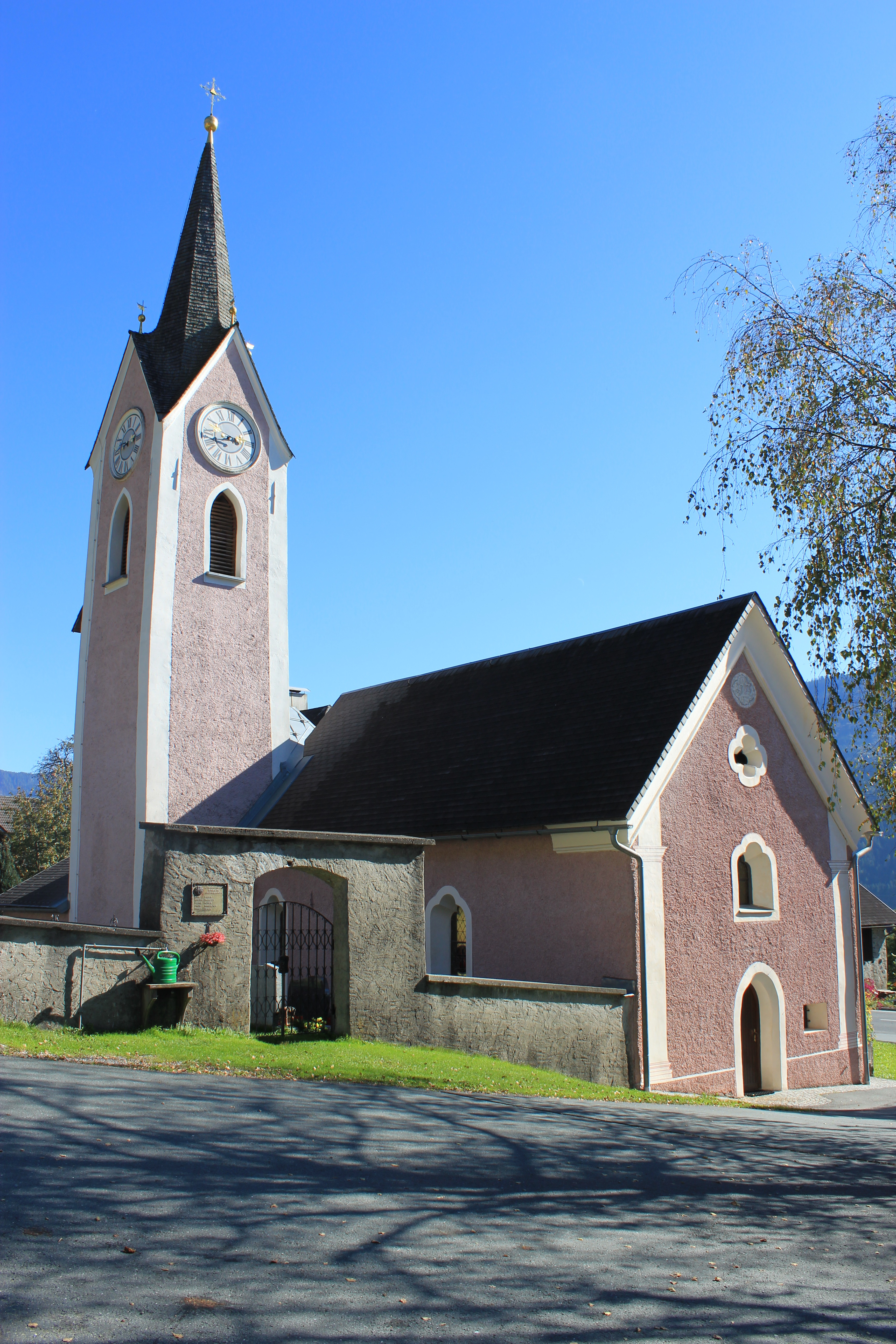
Pfarrkirche Waidegg

Die Pfarrkirche hl. Thomas in Waidegg ist eine kleine, frühbarocke Anlage aus dem 17. Jahrhundert. Die älteste urkundliche Erwähnung eines Vorgängerbaus an dieser Stelle stammt aus dem Jahr 1485.

## Wappen
Die Gemeinde Waidegg führte vom 8. Juni 1960 bis zur Vereinigung mit Rattendorf zum 1. Jänner 1964 ein Wappen. Es lag aufgrund des Gemeindenamens und der längst erloschen wappenführenden Adelsfamilie nahe, das Wappen der Herren von Waydeck zu übernehmen, das aus einfachen Heroldstücken gebildet und an Siegeln an Urkunden aus den Jahren 1476 und 1478 nachweisbar ist. Die Tinkturen Silber und Schwarz sind durch die heute im Kärntner Landesarchiv aufbewahrten Wappenbücher überliefert.
Die amtliche Blasonierung des Wappens lautete: „Gespaltener Dreiecksschild, heraldisch rechte Hälfte von Schwarz und Silber schräglinks geteilt, heraldisch linke Hälfte von Silber und Schwarz schrägrechts geteilt.“ Die Fahne war Schwarz-Weiß mit eingearbeitetem Wappen.

## Söhne und Töchter des Ortes
- Anton Fröschl (1812–1895), österreichischer Hammergewerk und Politiker
- Karlheinz Rossbacher (* 1940), Germanist und Hochschullehrer